# Arctia exotica
Arctia exotica är en fjärilsart som beskrevs av Smith 1958. Arctia exotica ingår i släktet Arctia och familjen björnspinnare. Inga underarter finns listade i Catalogue of Life.